# 長野県中野西高等学校
長野県中野西高等学校（ながのけん なかのにしこうとうがっこう）は、長野県中野市西条にある公立高等学校。中西と略されて呼ばれている。校歌は久石譲が作曲。
文化祭は「翔舞祭」と称し、その名称は校章に由来する。
現在は私服校である。

## 沿革
- 1984年4月1日 - 長野県中野西高等学校として開校
- 1994年4月1日 - 英語科設置
- 2003年4月 - 文部科学省より学力向上フロンティアハイスクールの指定（3年間）
- 2015年の卒業生を最後に英語科を廃止
- 2015年6月17日 - 国際連合教育科学文化機関から県内の高校としては初のユネスコスクールとして承認される

## 教育目標
- 真理を愛し、知性を磨く。
- 個人の尊厳を重んじ、徳性を育てる。
- 心身を練磨し、不屈の精神を養う。

## 校章・校歌

### 校章
- 飛翔するイヌワシの胴部に高の文字。[1]

### 校歌
作詞：丸山健二
作曲：藤澤　守（久石譲）

## 最寄駅
- 長野電鉄長野線：信州中野駅

## 出身者
- 山崎昭夫　 - 信越放送アナウンサー
- 関和亮  - 映像ディレクター
- 宮島礼吏  - 漫画家